# 양지꽃속
양지꽃속(Potentilla)은 장미과에 속하는 속씨식물의 속이다. 한해살이, 두해살이, 여러해살이 등 300여 종이 딸려 있다. 대부분 북반구에 서식한다.